# أشلي غروسمان
أشلي غروسمان (بالإنجليزية: Ashley Grossman)‏ هي لاعبة كرة الماء أمريكية، ولدت في 27 مايو 1993 في الولايات المتحدة.